# Love Is Blind

Love Is Blind (L'amour est aveugle) est la chanson de l'artiste lituanien Donny Montell qui représente la Lituanie au Concours Eurovision de la chanson 2012 à Bakou, en Azerbaïdjan.

## Eurovision 2012
La chanson est sélectionnée le 3 mars 2012 lors d'une finale nationale.
Elle participe à la seconde demi-finale du Concours Eurovision de la chanson 2012, le 24 mai 2012.